# Calgary Boomers
I Calgary Boomers furono un club calcistico canadese con sede a Calgary, attivo per la sola stagione 1981 della NASL.

## Storia
La franchigia aveva assunto tale nome a seguito di un trasferimento da Memphis, dove aveva disputato i campionati NASL dal 1978 al 1980 con il nome di Memphis Rogues. I Boomers parteciparono anche al campionato indoor del 1980-1981, giocando le partite casalinghe allo Stampede Corral.
Nel 1980 l'immobiliarista Nelson Skalbania aveva acquistato il titolo sportivo della franchigia di Memphis per un milione di dollari, spostando la squadra nella città di Calgary. Venne allestita una squadra competitiva, affidata alla guida del tecnico Al Miller, in cui ben nove giocatori provenivano dalla Germania occidentale. I canadesi si piazzarono secondi nella propria division e si qualificarono ai playoff, dove vennero però subito eliminati dai Fort Lauderdale Strikers.
Al termine della stagione, a causa dei problemi finanziari di Skalbania, il club dovette dichiarare bancarotta e chiudere definitivamente i battenti.

## Allenatori
- 1981  Al Miller

## Media spettatori
Nella seguente tabella la media degli spettatori presenti allo stadio per le partite di stagione regolare.
| Stagione | Partite disputate | Totale spettatori | Media spettatori |
| -------- | ----------------- | ----------------- | ---------------- |
| 1981     | 16                | 168.019           | 10.501           |